# 1G
1G (o 1-G) es la abreviación para la telefonía móvil de la primera generación. Esta se usó únicamente para llamadas en los primeros dispositivos que se crearon. El primero que la utilizó fue el Motorola DynaTAC 8000X. Estos teléfonos utilizan tecnología analógica y fueron lanzados en los 80. Estos continuaron después del lanzamiento comercial de los teléfonos móviles de segunda generación hasta fines de los años 1990. La mayor diferencia entre el 1G y el 2G es que el 1G es analógico y el 2G es digital; aunque los dos sistemas usan sistemas digitales para conectar las radiobases al resto del sistema telefónico, la llamada es cifrada cuando se usa 2G.
Uno de los estándares de 1G es el NMT (Nordic Mobile Telephone), usado inicialmente en los países nórdicos, y luego también en Holanda, Europa del Este y Rusia, entre otros. Otros incluyen el AMPS usado en los Estados Unidos, TACS (Total Access Communications System) en el Reino Unido, C-450 en Alemania Oriental, Portugal y el Sur de África, TMA en España, Radiocom 2000 en Francia y RTMI en Italia. En Japón se implementaron múltiples sistemas; tres estándares, TZ-801, TZ-802, TZ-803, desarrollados por NTT, con un sistema de competencia operado por DDI usando el estándar JTACS.